# Thomas Bouchier
Thomas Bouchier, auch Bourchier, (* 1633; † 9. Mai 1723) war Regius Professor of Civil Law von 1672 bis 1712.

## Leben
Thomas Bouchier war der ältere Sohn von James Bouchier († 1641) aus Long Hanborough in der Nähe von Woodstock im Oxfordshire. Er besuchte das Winchester College und wurde dann in Magdalen Hall als Thomas Boucher am 19. November 1650 eingeschrieben.
Bouchier war Fellow am All Souls College und erreichte den Bachelor of Civil Law (B.C.L.) am 31. Juli 1658. Später im gleichen Jahr wurde er am Court of Arches zugelassen und wurde am 25. Oktober 1664 Mitglied von Doctors’ Commons. Er eröffnete aber weder eine Anwaltskanzlei für eines der Kirchengerichte oder den Admiralty Courts, noch verblieb er aktives Mitglied der Doctors’ Commons. Die einzige Richterstellung, die er je hielt, war die eines Kommissars der Diözese von Canterbury.
Er heiratete Frances Astell und verbrachte den Großteil seiner Zeit in Long Hanborough, wo er erhebliche Erweiterung an dem ererbten Vermögen seines Vaters erwirkte. Er kaufte auch eine Farm in Kidlington, wo er 1697 ein weiteres großes Anwesen errichten ließ.
Bouchier verbrachte praktisch seine gesamte Karriere in Oxford. Er war der Stellvertreter von Sir Giles Sweit, dem Regius Professor of Civil Law (1661–1672), während Sweit in London als Dean of Arches aktiv war. Nach dem Tod Sweits 1662 folgte Bouchier ihm als Regius Professor. Seine Amtszeit weist keine fachlichen Höhepunkte auf. Obwohl er im Civil Law kenntnisreich war und als Fellow des All Souls College gelegentlich Rechtsgutachten erstellte, erzeugte er keine erkennbaren Beiträge zu den Rechtswissenschaften.
1712 wurde ihm der Doctor of Civil Law (D.C.L.) verliehen. Im gleichen Jahr schadete er der Fakultät geradezu, indem er seinen Sohn James (1683–1736) entgegen den Widerständen innerhalb der Universität zu seinem Nachfolger im Amt des Regius Professors installierte. Der jüngere Bouchier, in Thomas Hearnes Meinung der „stolzeste, eitelste, eingebildetste, unverschämteste und unwissendste Geck“ war nur mäßig mit dem Zivilrecht ("civil law") vertraut und wurde von vielen als äußerst ungeeignet für die Position betrachtet. Als er zum Assessor am Gericht des Vizekanzlers von Oxford benannt wurde, wurde behauptet, er erfülle all seine Pflichten auf Geheiß seines Vaters. Von 1678 bis 1723 war Thomas Bouchier auch Leiter von St. Alban Hall. Unter seiner Leitung und unter der seines Sohnes, der ihm auch in dieser Kapazität nachfolgte, verlor die Halle an Status. Zwanzig Mitglieder der Halle zogen sich zurück, nachdem Bouchier einige von ihnen beschuldigt hatte, ein außereheliches Kind gezeugt zu haben, das seinem Sohn zuzuschreiben war.
Thomas’ Sohn Richard (1691–1725) erlangte 1725 einen Bachelor of Divinity von Oxford, während sein Sohn William (* 1694) 1727 zum Doktor der Medizin promovierte.
Thomas Bouchier starb am 9. Mai 1723 und wurde auf dem Friedhof von Hanbourough in einem von ihm errichteten Mausoleum beigesetzt. In seinem Tagebuch beschrieb Thomas Hearne, Bouchier als den „niederträchtigsten und abstoßendsten Kerl, der alles für Geld tun würde.“
Sein Sohn William (alias Butcher by Wood) errichtete 1780 ein Denkmal an seine Eltern und andere Familienmitglieder in der Kirche von Hanbourough.